# Negrilla de Palencia
Negrilla de Palencia ist eine kleine westspanische Gemeinde (municipio) in der Provinz Salamanca in der Autonomen Gemeinschaft Kastilien-León. 2024 hatte die Gemeinde 76 Einwohner. Die Nachbargemeinde Palencia de Negrilla liegt westlich.

## Geographie
Negrilla de Palencia befindet sich etwa 14 Kilometer nordnordöstlich vom Stadtzentrum der Provinzhauptstadt Salamanca in einer Höhe von ca. 825 m. 

## Bevölkerungsentwicklung
| Jahr      | 1900 | 1920 | 1950 | 1970 | 1981 | 1991 | 2001 | 2011 | 2021 |
| Einwohner | 355  | 296  | 322  | 216  | 158  | 85   | 104  | 129  | 81   |

## Sehenswürdigkeiten
- Iglesia de San Bartolomé (Bartholomäuskirche)

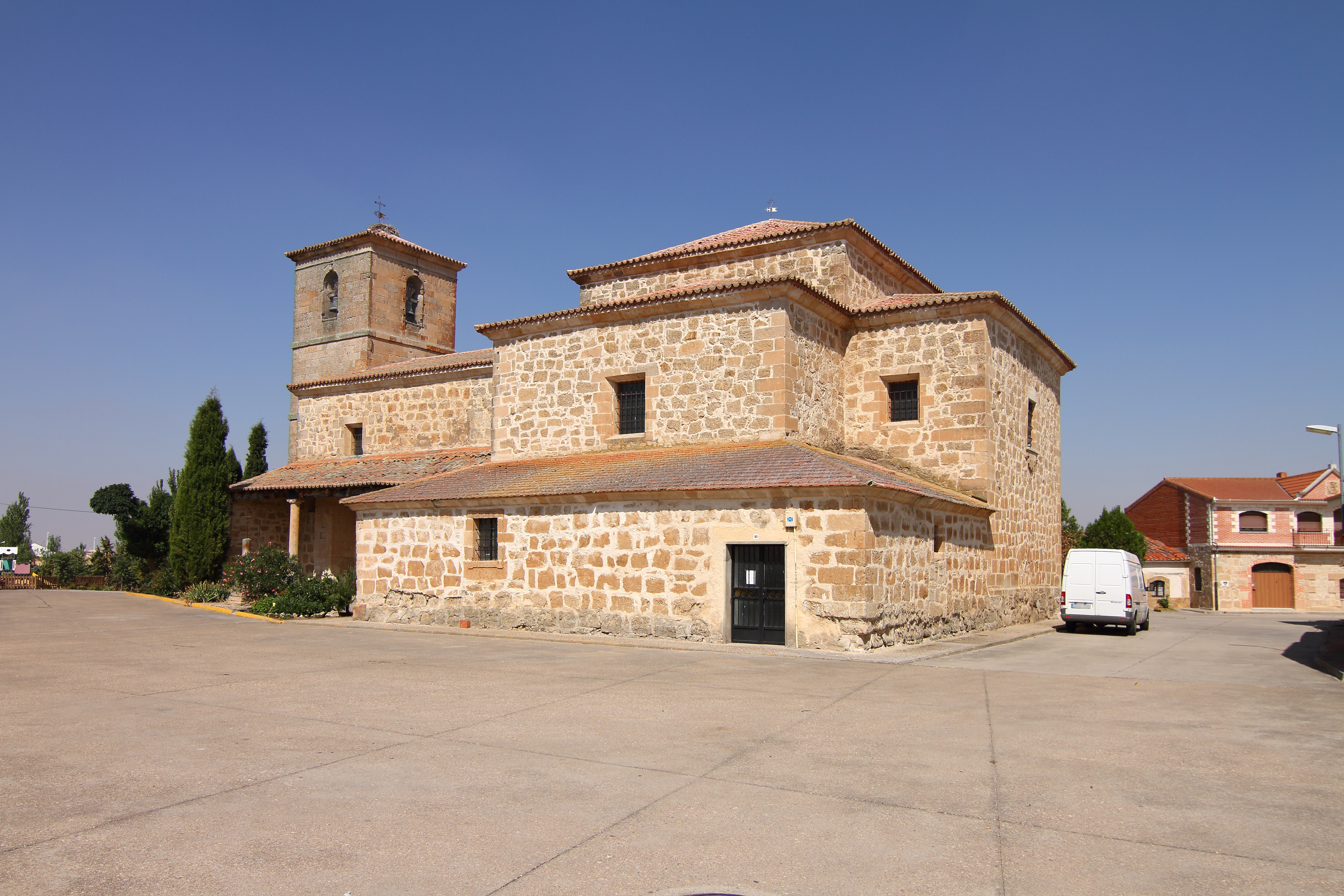
Bartholomäuskirche
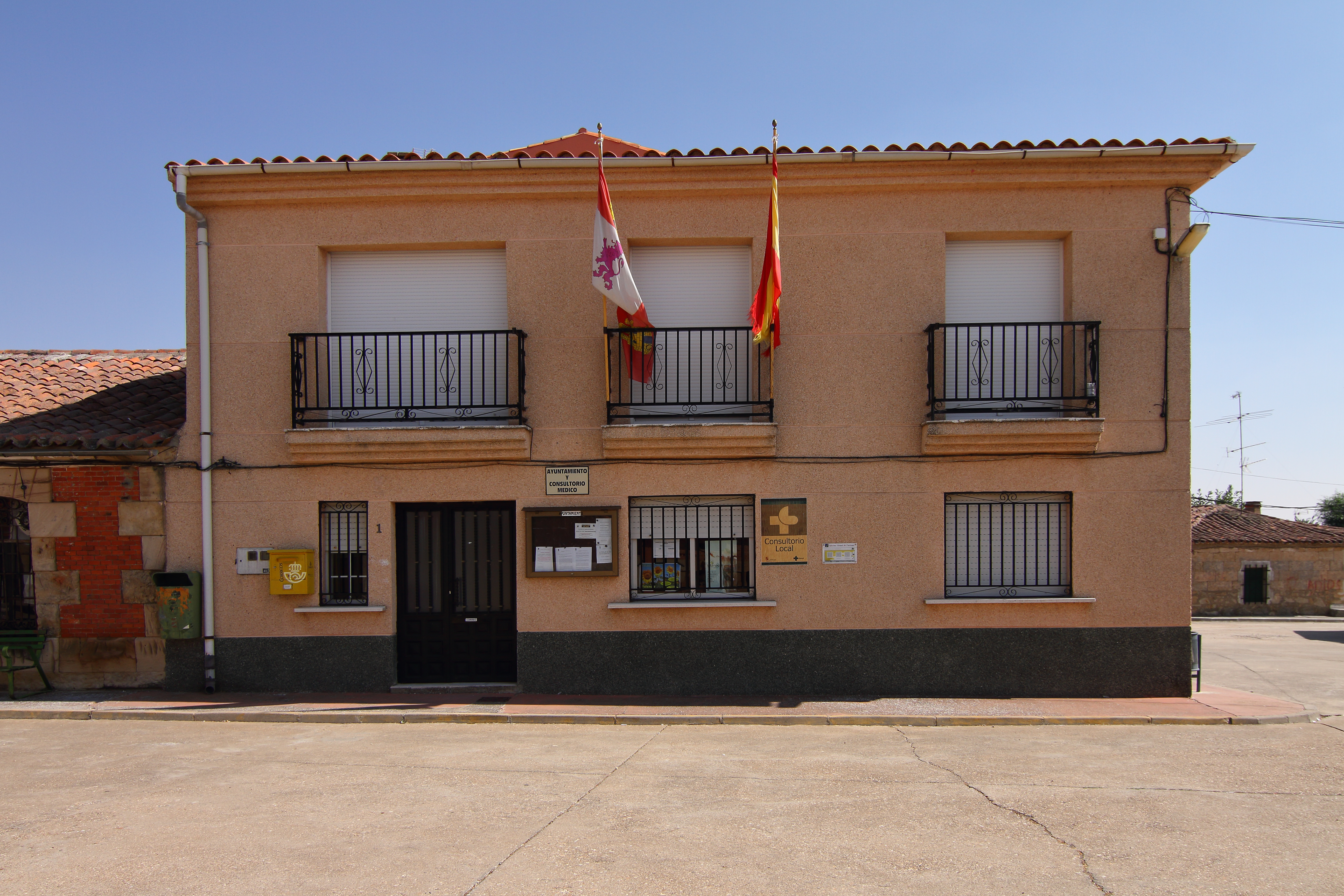
Rathaus